# Potamochoerus
Potamochoerus es un género de mamíferos artiodáctilos de la familia Suidae que incluye dos especies de cerdos salvajes africanos.

## Especies
Se reconocen las siguientes especies:
- Potamochoerus larvatus
- Potamochoerus porcus